# گلدفینگر
گلدفینگر (به انگلیسی: Goldfinger) فیلمی در گونهٔ اکشن جاسوسی و سومین قسمت از مجموعهٔ فیلم‌های جیمز باند است که در سال ۱۹۶۴ میلادی توسط شرکت ایون پروداکشنز ساخته شد. در این فیلم، شان کانری برای سومین بار نقش جیمز باند، مأمور سازمان ام‌آی‌۶، را ایفا می‌کند. این فیلم اقتباسی از رمان گلدفینگر (نوشتهٔ ایان فلمینگ به سال ۱۹۵۹) است و بازیگرانی چون آنر بلکمن، گرت فروبه و شرلی ایتون نیز در آن حضور دارند. تهیه‌کنندگان این اثر آلبرت آر. براکلی و هری سالتزمن بودند و کارگردانی آن را گای همیلتون برعهده داشت. این فیلم نخستین اثر از چهار فیلم جیمز باند بود که همیلتون کارگردانی کرد.
داستان فیلم گلدفینگر دربارهٔ مأموریتی است که طی آن جیمز باند فعالیت‌های مشکوک سرمایه‌دار بزرگ طلا به نام آوریک گلدفینگر را زیر نظر می‌گیرد. گلدفینگر قصد دارد ذخایر طلای ایالات متحدهٔ آمریکا را در مرکز فورت ناکس آلوده کند تا اقتصاد غرب فلج شود و ارزش طلای خودش بالا رود. فیلم گلدفینگر نخستین بلاک‌باستر در مجموعهٔ جیمز باند بود و به اندازهٔ بودجهٔ ساخت دو فیلم قبل هزینه برداشت. تصویربرداری‌های اصلی این فیلم از ژانویه تا ژوئیهٔ ۱۹۶۴ در سه کشور بریتانیا، سوئیس و ایالات متحدهٔ آمریکا انجام شدند.
از گلدفینگر به‌عنوان اثری یاد می‌شود که شخصیت جیمز باند را «در کانون توجهات قرار داد». بسیاری از عناصر کلیدی فیلم‌های جیمز باند برای نخستین بار در این فیلم معرفی شدند؛ از جمله ابزارهای متنوع جاسوسی، وجود سکانس پیش از تیتراژ که با داستان اصلی فیلم ارتباط مستقیم ندارد، سفر به اماکن مختلف در کشورهای خارجی و طنز ظریف و کنایه‌آمیز در دیالوگ شخصیت‌ها. انتشار فیلم، تولید موجی از محصولات تبلیغاتی را به همراه داشت؛ از جمله مدل اسباب‌بازی خودروی استون مارتین دی‌بی۵ ساخت شرکت کورگی تویز که به یکی از پرفروش‌ترین اسباب‌بازی‌های دهه ۱۹۶۰ تبدیل شد؛ و همچنین تصویر شرلی ایتون با بدن طلایی‌رنگ روی جلد مجلهٔ لایف که به یکی از نمادهای ماندگار فیلم تبدیل گشت.
فیلم گلدفینگر نخستین فیلم جیمز باند بود که موفق به دریافت جایزهٔ اسکار شد — در بخش بهترین تدوین صدا در مراسم سال ۱۹۶۵. این فیلم در زمان اکران با استقبال گسترده منتقدان روبه‌رو شد و از نظر مالی نیز بسیار موفق عمل کرد؛ به‌طوری که هزینه‌های تولید فیلم تنها در عرض دو هفته بازگشتند و در نهایت هم بیش از ۱۲۰ میلیون دلار در گیشه جهانی فروش کرد. گلدفینگر در سال ۱۹۹۹، از سوی مؤسسهٔ فیلم بریتانیا در رتبهٔ هفتادم فهرست ۱۰۰ فیلم برتر بریتانیا در قرن بیستم قرار گرفت.

## خلاصه داستان
جیمز باند مأمور MI6 پس از تخریب یک آزمایشگاه مواد مخدر در آمریکای لاتین به تعطیلات خود در ساحل میامی می‌رود. مافوق او، ام، از طریق مأمور سیا، فلیکس لیتر، باند را راهنمایی می‌کند تا فروشنده شمش، اوریک گلدفینگر را در هتل آنجا مشاهده کند. باند متوجه می‌شود که گلدفینگر در یک بازی جین رامی پرمخاطره، با کمک کارمندش، جیل مسترسون، از راه دور تقلب می‌کند. باند حرف جیل را قطع می‌کند و گلدفینگر را باج می‌زند تا از دست بدهد. پس از یک شب با جیل، باند توسط اودجاب، خدمتکار کره ای گلدفینگر، ناک اوت می‌شود. باند از خواب بیدار می‌شود و جیل را می‌بیند که با رنگ طلایی پوشیده شده و در اثر «خفگی پوست» مرده‌است.
در لندن، یکی از مقامات بانک انگلستان به نام سرهنگ اسمیترز و ام تسک باند با تعیین چگونگی قاچاق طلا توسط گلدفینگر در سطح بین‌المللی. Q باند را با استون مارتین DB5 اصلاح شده و دو دستگاه ردیاب تأمین می‌کند. باند در کلوب کشورش در کنت با گلدفینگر ملاقات می‌کند و با او گلف بازی می‌کند و یک طلای بازیابی شده نازی‌ها را که بانک انگلستان در اختیارش قرار می‌دهد، شرط می‌بندد. گلدفینگر سعی می‌کند تقلب کند، اما باند او را فریب می‌دهد تا مسابقه را از دست بدهد. گلدفینگر به باند از مداخله در امورش هشدار می‌دهد و اودجاب قدرت فوق‌العاده‌اش و سهولت مرگبارش را نشان می‌دهد که با استفاده از آن می‌تواند سر هر قربانی را از بدنش جدا کند. کلاه لبه فولادی. گلدفینگر اودجوب را روی مجسمه سنگی نمایش می‌دهد.
باند گلدفینگر را به سوئیس دنبال می‌کند، جایی که با خواهر جیل، تیلی، که تلاش می‌کند گلدفینگر را ترور کند، ملاقات می‌کند. باند مخفیانه وارد پالایشگاه گلدفینگر می‌شود و شنیده می‌شود که او به یک فیزیکدان هسته ای چینی به نام لینگ می‌گوید که او طلا را در بدنه رولزرویس فانتوم III خود قرار داده‌است تا از انگلستان خارج شود.
باند همچنین شنیده می‌شود که گلدفینگر به «عملیات گرند اسلم» اشاره می‌کند و با تیلی روبرو می‌شود که دوباره سعی می‌کند گلدفینگر را بکشد. زنگ هشدار به صدا در می‌آید و اودجاب تیلی را با کلاه مرگبار خود می‌کشد. باند پس از تعقیب و گریز در اطراف محوطه کارخانه اسیر می‌شود و با یک لیزر صنعتی بالای سر به میزی بسته می‌شود و پرتو به سمت او می‌رود. باند به گلدفینگر دروغ می‌گوید که MI6 از عملیات گرند اسلم می‌داند. گلدفینگر جان باند را نجات می‌دهد تا MI6 فکر کند که او در امان است. خلبان پوسی گالور، باند اسیر را با یک جت شخصی به مزرعه گلدفینگر در نزدیکی لکسینگتون ، کنتاکی می‌فرستد. زمانی که باند آنجاست، از سلول خود فرار می‌کند و شاهد ملاقات گلدفینگر با مافیوزهای آمریکایی است، که در حال تأمین مواد برای عملیات گرند اسلم هستند. گلدفینگر قصد دارد با انتشار گاز عصبی دلتا-۹ در جو، به انبار شمش آمریکا در فورت ناکس نفوذ کند و پرسنل را بکشد.
اوباش نقشه گلدفینگر را به سخره می‌گیرند، به ویژه آقای سولو که فوراً می‌خواهد حقوق بگیرد و قبل از اینکه دیگران توسط گلدفینگر با گاز کشته شوند، آنجا را ترک می‌کند. باند توسط پوسی گالور دستگیر می‌شود، اما سعی می‌کند با قرار دادن دستگاه خود در جیب سولو، به سیا هشدار دهد. متأسفانه سولو توسط Oddjob کشته می‌شود و جسد او در یک ماشین سنگ‌شکن همراه با دستگاه هومینگ نابود می‌شود. باند با گلدفینگر بر سر نامحتمل بودن لجستیکی جابجایی طلا روبرو می‌شود. از آنجایی که گلدفینگر قصد سرقت آن را انکار می‌کند، باند از حضور آقای لینگ استنباط می‌کند که دولت چین به گلدفینگر یک بمب کثیف پیشنهاد داده‌است تا در داخل طاق منفجر شود تا پرتو افکن شود. طلا برای چندین دهه ارزش طلای خود گلدفینگر افزایش می‌یابد و چینی‌ها از هرج و مرج اقتصادی سود می‌برند. گلدفینگر هشدار می‌دهد که هرگونه تلاش برای مداخله منجر به انفجار بمب در مکان حیاتی دیگری در ایالات متحده می‌شود.
باند درگیر دعوا با پوسی می‌شود که با در آغوش گرفتن آنها و ایجاد پیوند خود، بدون اینکه گلدفینگر بداند، به پایان می‌رسد. عملیات گرند اسلم با پاشیدن گاز توسط سیرک پرنده پوسی گالور بر فراز فورت ناکس آغاز می‌شود و ظاهراً نگهبانان نظامی و پرسنل دولتی را می‌کشد. ارتش خصوصی گلدفینگر به فورت ناکس نفوذ می‌کند و در حالی که گلدفینگر با یک هلیکوپتر با بمب می‌رسد، به طاق می‌رسد. در طاق، سرسپردهٔ گلدفینگر، کیش، باند را به بمب دستبند می‌زند. بدون اینکه گلدفینگر بداند، صمیمیت باند با پوسی گالور او را متقاعد کرد که به مقامات ایالات متحده هشدار دهد. گاز عصبی با یک ماده بی‌ضرر جایگزین شده‌است. گلدفینگر طاق را با باند، اودجاب و کیش که در آن به دام افتاده‌اند قفل می‌کند.
هنگامی که ارتش ایالات متحده حمله خود را آغاز می‌کند، گلدفینگر، متخصص هسته ای لینگ را در نیرنگی می‌کشد و فرار می‌کند. کیش تلاش می‌کند تا بمب را خلع سلاح کند، اما اودجاب او را با پرتاب کردن او از یک راهرو می‌کشد. باند با کلید کیش خود را آزاد می‌کند، اما اودجاب قبل از اینکه بتواند با بمب مقابله کند، او را مورد ضرب و شتم قرار می‌دهد. باند موفق می‌شود به‌طور مرگبار اودجاب را با برق بکشد و سپس قفل بمب را خاموش کند، اما مطمئن نیست که چگونه آن را خلع سلاح کند. پس از کشتن مردان گلدفینگر، نیروهای آمریکایی طاق را باز می‌کنند. یک متخصص اتمی با عجله وارد می‌شود و در هفت ثانیه باقی مانده دستگاه را خاموش می‌کند (تایمر با خواندن "۰۰۷"). در مسیر با پوسی، باند برای ناهار با رئیس‌جمهور به کاخ سفید می‌رود، اما گلدفینگر هواپیما را می‌رباید. در مبارزه برای رولور گلدفینگر، اسلحه تخلیه می‌شود و یک فشار زدایی انفجاری ایجاد می‌کند. که گلدفینگر را از پنجره پاره شده عبور می‌دهد. باند و پوسی قبل از سقوط به سلامت از هواپیما خارج می‌شوند.

## بازیگران
- شان کانری در نقش جیمز باند، مامور مخفی MI6
- اونور بلکمن در نقش پوسی، خلبان شخصی گلدفینگر
- گرت فروبه در نقش گلدفینگر، مردی ثروتمند و روان پریش که عاشق طلا است
- شرلی ایتون در نقش جیل، دستیار گلدفینگر که باند او را هنگام تغلب به او در ورق بازی ملاقات و اورا اغوا می‌کند اما برای انتقام خیانت به گلدفینگر توسط اودجاب کشته می‌شود و تمام بدنش به رنگ طلایی در می‌آید
- هارولد ساکاتا در نقش اودجاب، خدمتکار گلدفینگر
- تانیا ملت در نقش تیلی، خواهر جیل
- برنارد لی در نقش ام، رئیس سازمان اطلاعات بریتانیا
- مارتین بنسون در نقش سولو، گانگستری که از شرکت در عملیات گرند اسلم امتناع کرد
- دزموند لولین در نقش کیو، مدیر بخش فنی
- لوئیز مکسول در نقش مانی پنی، منشی ام
- آستین ویلیس در نقش سیمونز، حریف گلدفینگر در میامی
- سک لیندر در نقش فیلیکس لایتر، عضو سیاه و همکار باند
- ریچارد ورنون
- مارگارت نولان
- گری داگن
- ناجا رگین
- آنتونی چین

## انتشار و بازخوردها
گلدفینگر در تاریخ ۱۷ سپتامبر ۱۹۶۴ در سینمای اودئون میدان لستر در شهر لندن به نمایش درآمد و یک روز بعد به‌صورت عمومی در تمام سینماهای بریتانیا توزیع شد. در شب افتتاحیه، میدان لستر مملو از جمعیت مشتاق و طرفداران باند بود و پلیس نتوانست کنترل کامل جمعیت را حفظ کند. در نتیجه، یکی از درهای شیشه‌ای سینما شکست و نمایش فیلم با ۱۰ دقیقه تأخیر آغاز شد. نخستین مراسم نمایش فیلم گلدفینگر در ایالات متحدهٔ آمریکا در تاریخ ۲۱ دسامبر ۱۹۶۴ در سینمای دمیل در نیویورک برگزار شد. این فیلم ابتدا در ۶۴ شعبهٔ سینمایی ۴۱ شهر به نمایش درآمد و تا پایان دورهٔ نمایش، به ۴۸۵ سالن سینمایی رسید. با این حال، نمایش گلدفینگر به‌طور موقت در کشور اسرائیل ممنوع شد؛ دلیل آن افشای عضویت گرت فروبه — بازیگر نقش منفی فیلم — در حزب نازی بود. اما چند ماه بعد، این ممنوعیت برداشته شد؛ زیرا یک خانواده یهودی به‌صورت عمومی از فروبه بابت کمک به نجات‌شان در دوران جنگ جهانی دوم تشکر کردند. شواهد نشان دادند که فروبه در سال ۱۹۳۷ از حزب نازی خارج شده بود و حتی به برخی یهودیان کمک کرد تا از آزار و تعقیب نازی‌ها در امان بمانند.

### تبلیغات
کارزار تبلیغاتی فیلم گلدفینگر هم‌زمان با آغاز فیلم‌برداری در فلوریدا شروع شد. شرکت ایون پروداکشنز به عکاسان اجازه داد تا وارد صحنه شوند و از شرلی ایتون، در حالی که بدنش با رنگ طلایی پوشانده شده بود، عکس بگیرند. این تصاویر بعدها به یکی از نمادهای ماندگار فیلم تبدیل شدند. رابرت براون‌جان (طراح تیتراژ آغاز فیلم) مسئول طراحی پوسترهای تبلیغاتی بود. در این کارزار از بازیگر دیگری به نام مارگارت نولان نیز استفاده شد. برای تبلیغ فیلم، دو خودروی استون مارتین دی‌بی‌۵ در نمایشگاه جهانی نیویورک سال ۱۹۶۴ به نمایش گذاشته شدند و لقب «مشهورترین ماشین دنیا» را گرفتند. این تبلیغات باعث افزایش چشمگیر فروش این مدل شد. پس از آن، شرکت کورگی تویز همکاری خود را با مجموعه جیمز باند آغاز کرد و مدل اسباب‌بازی این خودرو را تولید نمود؛ این خودروی کوچک به پرفروش‌ترین اسباب‌بازی سال ۱۹۶۴ تبدیل شد و تا سال ۱۹۷۰ بیش از ۳٫۹ میلیون نمونه از آن به فروش رفت. موفقیت فیلم گلدفینگر همچنین باعث شد مجموعه‌ای از محصولات جانبی با مجوز رسمی عرضه شود؛ از جمله کفش مجلسی، اکشن فیگور، بازی رومیزی، جورچین، جعبهٔ غذا، اسباب‌بازی، آلبوم موسیقی، کارت‌های کلکسیونی و ماشین‌های کنترلی.

## تأثیرگذاری
فیلمنامه گلدفینگر به الگویی برای فیلمهای بعدی جیمز باند تبدیل شد. این اولین سری از باند بود که به فناوری بسیار متکی بود. فیلم‌های بعدی در مجموعه Bond بیشتر از ساختار گلدفینگر الگو می‌گرفتند. این الگو شامل است بر یک هانچمن یا یکه زن با خصوصیاتی شاخص و یک معشوقه که توسط شروری کشته می‌شود.